# Shandon Baptiste
Shandon Baptiste, né le 8 avril 1998 à Reading, est un footballeur international grenadien qui évolue au poste de milieu relayeur à Luton Town.

## Biographie

### En sélection nationale
Il reçoit sa première sélection en équipe de Grenade le 24 octobre 2017, en amical contre le Panama (défaite 0-5). Il inscrit son premier but le 12 novembre 2017, en amical contre Trinité-et-Tobago. Il inscrit son premier but à cette occasion (score : 2-2). Toutefois, ce match n'est pas reconnu par la FIFA.